# Sauçac lo Potier
Saulzais-le-Potier és un municipi francès, situat al departament de Cher i a la regió de Centre – Vall del Loira. L'any 2007 tenia 531 habitants.

## Demografia

### Població
El 2007 la població de fet de Saulzais-le-Potier era de 531 persones. Hi havia 218 famílies, de les quals 76 eren unipersonals (36 homes vivint sols i 40 dones vivint soles), 75 parelles sense fills, 63 parelles amb fills i 4 famílies monoparentals amb fills.
La població ha evolucionat segons el següent gràfic:
Habitants censats

### Habitatges
El 2007 hi havia 313 habitatges, 228 eren l'habitatge principal de la família, 58 eren segones residències i 27 estaven desocupats. 290 eren cases i 24 eren apartaments. Dels 228 habitatges principals, 154 estaven ocupats pels seus propietaris, 60 estaven llogats i ocupats pels llogaters i 14 estaven cedits a títol gratuït; 20 tenien una cambra, 12 en tenien dues, 45 en tenien tres, 60 en tenien quatre i 91 en tenien cinc o més. 138 habitatges disposaven pel capbaix d'una plaça de pàrquing. A 112 habitatges hi havia un automòbil i a 70 n'hi havia dos o més.

### Piràmide de població
La piràmide de població per edats i sexe el 2009 era:
| Homes | Edats   | Dones |
| ----- | ------- | ----- |
| 0     | 95 o +  | 0     |
| 0     | 90 a 94 | 0     |
| 16    | 85 a 89 | 4     |
| 4     | 80 a 84 | 24    |
| 8     | 75 a 79 | 16    |
| 20    | 70 a 74 | 16    |
| 24    | 65 a 69 | 28    |
| 8     | 60 a 64 | 4     |
| 20    | 55 a 59 | 8     |
| 8     | 50 a 54 | 24    |
| 8     | 45 a 49 | 20    |
| 24    | 40 a 44 | 16    |
| 12    | 35 a 39 | 8     |
| 28    | 30 a 34 | 32    |
| 8     | 25 a 29 | 12    |
| 8     | 20 a 24 | 0     |
| 8     | 15 a 19 | 16    |
| 4     | 10 a 14 | 8     |
| 24    | 5 a 9   | 8     |
| 0     | 0 a 4   | 8     |

## Economia
El 2007 la població en edat de treballar era de 295 persones, 200 eren actives i 95 eren inactives. De les 200 persones actives 187 estaven ocupades (103 homes i 84 dones) i 13 estaven aturades (7 homes i 6 dones). De les 95 persones inactives 23 estaven jubilades, 22 estaven estudiant i 50 estaven classificades com a «altres inactius».

### Ingressos
El 2009 a Saulzais-le-Potier hi havia 226 unitats fiscals que integraven 526 persones, la mediana anual d'ingressos fiscals per persona era de 13.660 €.

### Activitats econòmiques
Dels 20 establiments que hi havia el 2007, 2 eren d'empreses alimentàries, 6 d'empreses de construcció, 3 d'empreses de comerç i reparació d'automòbils, 2 d'empreses de transport, 1 d'una empresa d'hostatgeria i restauració, 2 d'empreses de serveis, 1 d'una entitat de l'administració pública i 3 d'empreses classificades com a «altres activitats de serveis».
Dels 11 establiments de servei als particulars que hi havia el 2009, 1 era una oficina d'administració d'Hisenda pública, 1 gendarmeria, 1 oficina de correu, 1 taller de reparació d'automòbils i de material agrícola, 1 paleta, 1 guixaire pintor, 2 fusteries, 1 electricista, 1 perruqueria i 1 restaurant.
Dels 2 establiments comercials que hi havia el 2009, 1 era una gran superfície de material de bricolatge i 1 una botiga de menys de 120 m².
L'any 2000 a Saulzais-le-Potier hi havia 22 explotacions agrícoles que ocupaven un total de 2.512 hectàrees.

## Equipaments sanitaris i escolars
El 2009 hi havia 1 farmàcia i 1 ambulància.
El 2009 hi havia una escola elemental.

## Poblacions més properes
El següent diagrama mostra les poblacions més properes.